# Анна Гакль
Анна Лангталер, у шлюбі Гакль (нім. Anna Hackl; нар. 1931, Австрія) — дочка австрійської селянки Марії Лангталер із сільської громади Швертберг, відома тим, що в лютому 1945 року врятувала двох радянських офіцерів (Михайла Рибчинського † 2008 і Миколу Цемкала † 2001), яким вдалося втекти з концтабору Маутгаузен під час т. зв. Мюльфіртлерського полювання на зайців.

## Мюльфіртлерське полювання на зайців
Селянська сім'я Лангталерів, починаючи з 2 лютого 1945 року, впродовж трьох місяців під страхом смерті переховувала на одному з хуторів у Віндене (Швертберг) двох радянських військовополонених — Михайла Рибчинського і Миколу Цемкала, яким вдалося втекти з концтабору Маутгаузен. Вони не зрадили їх, навіть коли СС і Фольксштурм приїхали на хутір. У той час близько 500 полонених втекли, і тільки 11 пережили втечу взимку та ще й при постійному переслідуванні СС, поліції, Фольксштурму, Гітлер'югенду і місцевих жителів. Більшість утікачів загинули на місці. Дані історичні події увійшли в історію як «Мюльфіртлерське полювання на зайців» (нім. Mühlviertler Hasenjagd).
Вранці 5 травня 1945 року на хутір прийшли американські війська, і частини Фольксштурм розбіглися.

## Післявоєнний час
Анна Гакль після війни була нагороджена за свій подвиг і за подвиг померлої на той час матері. Анні в 1945 році було 14 років.
Анна Гакль, одружена мати п'ятьох дітей, щороку відвідує близько 30 шкіл, розповідає учням про страхіття й труднощі того часу.

## В культурі
Австрійський режисер Андреас Грубер (нім. Andreas Gruber) показав у своєму фільмі «Полювання на зайців» сцени подвигу сім'ї Лангталерів. Цим подіям також присвячена книга австрійського журналіста Вальтера Коля «Тебе теж чекає мати» («Auch auf dich wartet eine Mutter»).

## Нагороди
- Почесний знак За заслуги перед Австрійською Республікою[2]
- Нагорода за Права людини від земельного уряду Верхня Австрія (2005)
- Орден Миколи Чудотворця Української православної церкви (https://www.nachrichten.at/oberoesterreich/Frau-Hackl-und-der-Botschafter-Sie-haben-zwei-meiner-Landsleute-gerettet;art4,2933886 [Архівовано 29 червня 2018 у Wayback Machine.])